# Strada statale 16 dir/C del Porto di Pescara

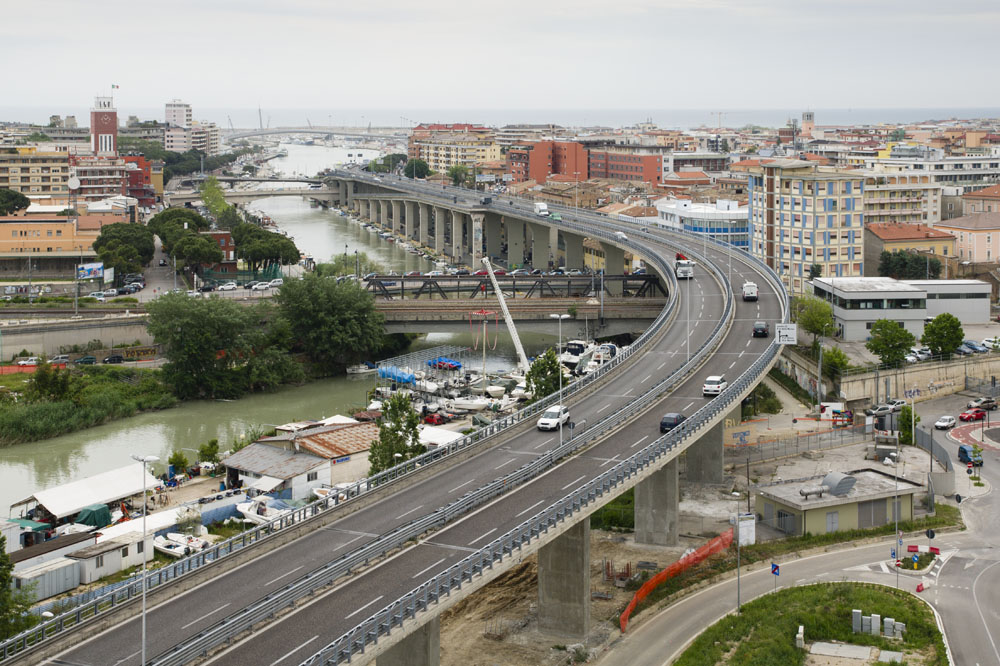
La parte finale della strada, nel centro cittadino

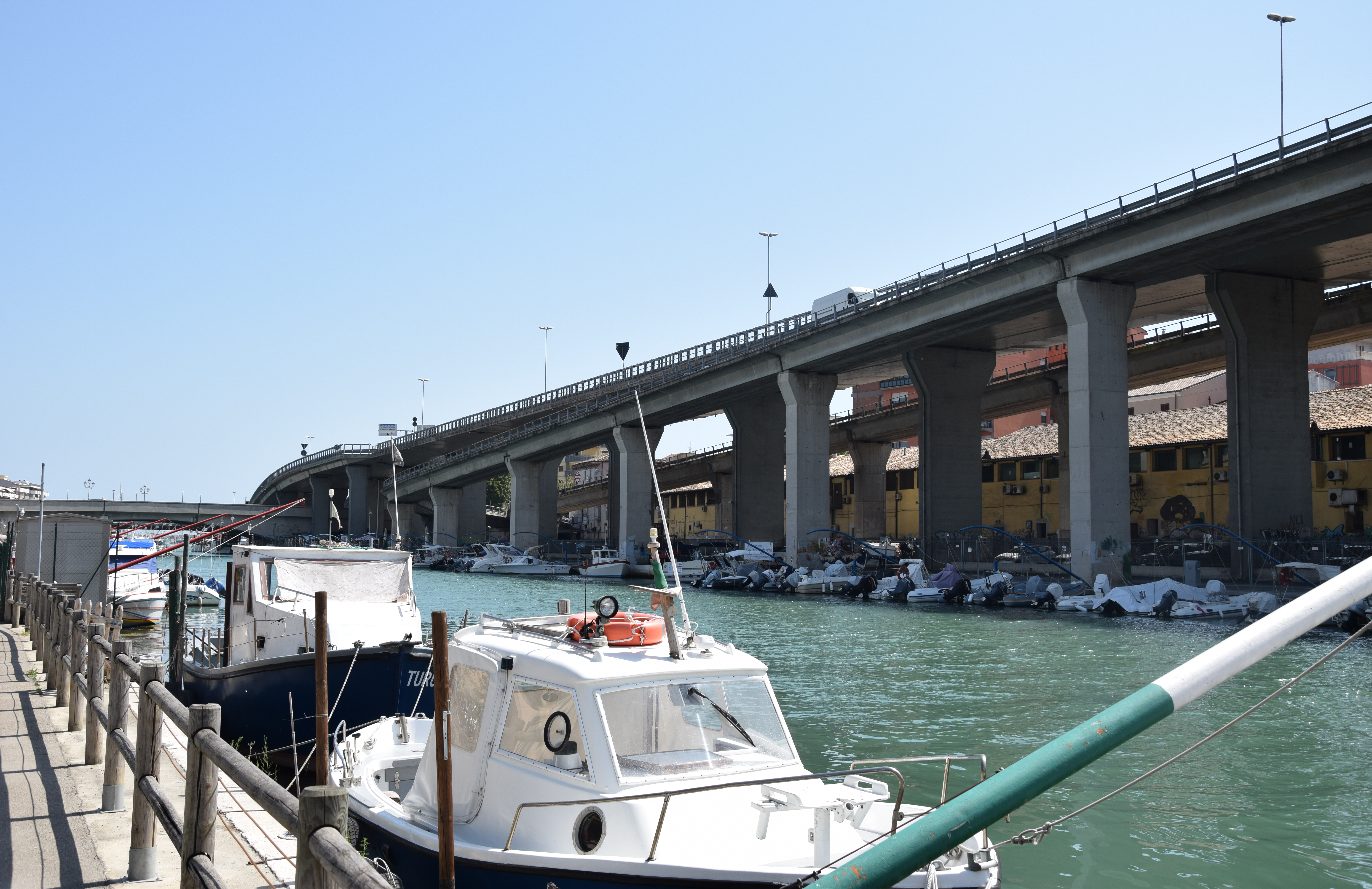
La SS 16 dir/C sovrastante l'ex carcere borbonico di Pescara

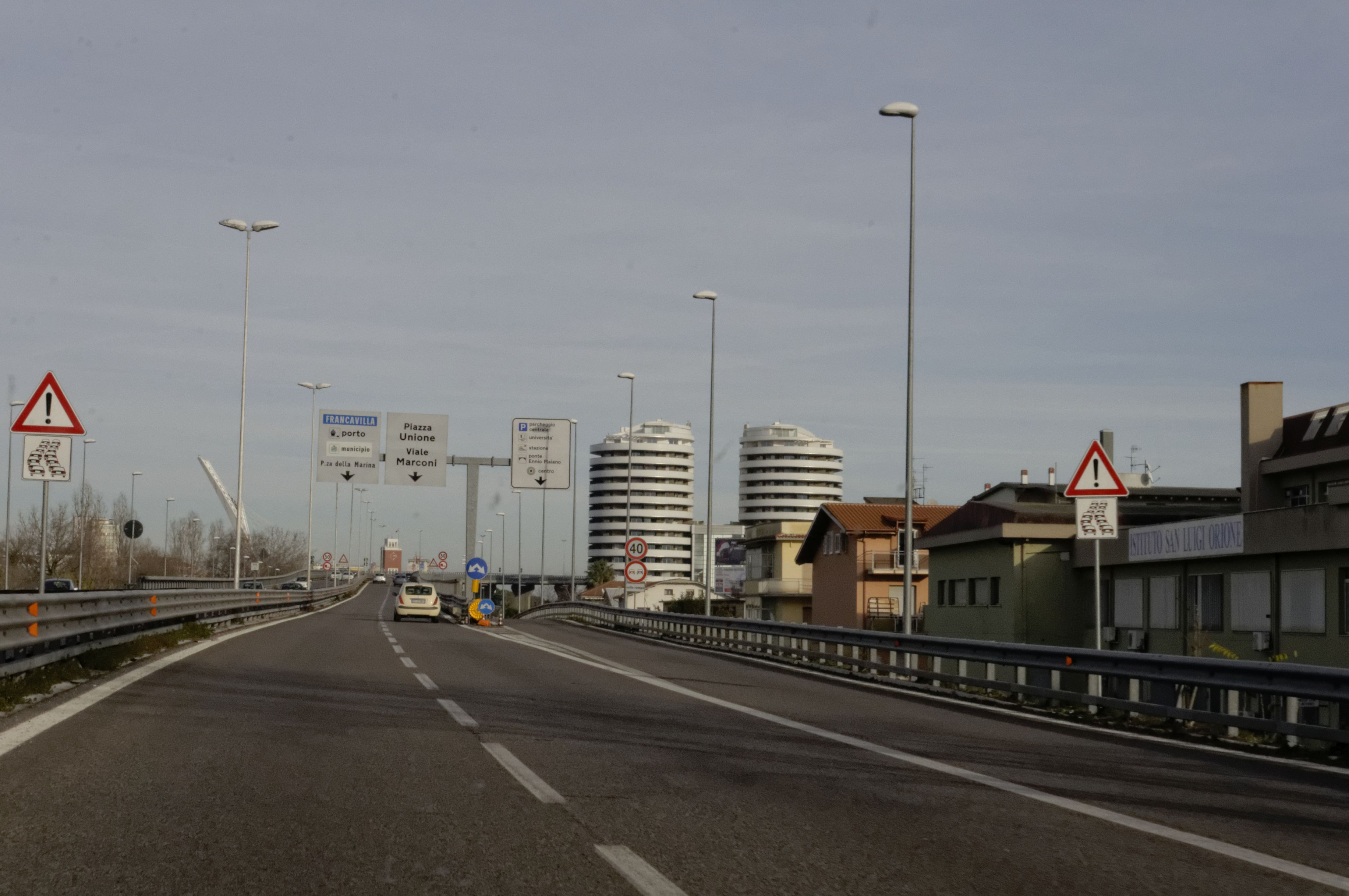
Lo svincolo Pescara Portanuova

La strada statale 16 dir/C del Porto di Pescara (SS 16 dir/C) è una strada statale italiana di 3,3 km che costituisce il proseguimento del raccordo autostradale 12. Si sviluppa per intero nel territorio comunale di Pescara.

## Descrizione
La strada, di proprietà del Consorzio per lo sviluppo dell'area Chieti Pescara, è stata affidata in gestione ad ANAS nel 1997 e quindi riclassificata strada statale in seguito al decreto legislativo n. 461 del 1999. Collega lo svincolo Pescara centro-porto della SS 714 (ex SS 16) con il porto di Pescara. Il suo percorso, sviluppato quasi per intero in sopraelevata, costeggia il fiume Pescara e costituisce il tratto urbano della tangenziale cittadina.

### Tabella percorso
| del Porto di Pescara |                                                                    |      |      | |                |
| Tipo                 | Nome svincolo                                                      | ↓km↓ | ↑km↑ | Note                                                                                                   | Strada europea |
|                      | Chieti Raccordo autostradale Foggia-Ancona                         | 0,0  | 3,3  | |                |
|                      | Pescara ovest zona industriale                                     | 0,7  | -    | Accessibile solo in direzione monti-mare                                                               |                |
|                      | ospedale via del Circuito Pescara colli via Aterno via Tiburtina   | -    | 1,7  | Lo svincolo non presenta rampe di uscita in direzione monti-mare                                       |                |
|                      | parcheggio centrale università stazione ponte Ennio Flaiano centro | 1,6  | -    | Lo svincolo non presenta rampe di ingresso in direzione monti-mare e di uscita in direzione mare-monti |                |
|                      | Piazza Unione Viale Marconi                                        | 2,6  | -    | Lo svincolo non presenta rampe di ingresso in direzione monti-mare e di uscita in direzione mare-monti |                |
|                      | municipio piazza Italia                                            | 2,8  | 0,1  | Lo svincolo non presenta rampe di ingresso in direzione monti-mare                                     |                |
|                      | Francavilla stadio porto Piazza della Marina                       | 3,3  | 0,0  | |                |